# The Runaways – A rocker csajok
A The Runaways – A rocker csajok (eredeti cím: The Runaways) 2010-ben bemutatott amerikai zenés film Floria Sigismondi rendezésében. A film alapjául a valóban létező, fiatal (részben még tizenéves) amerikai lányokból szerveződött, azonos nevű rockbanda története szolgált.

## Története
A The Runaways nevű zenekar volt az első igazán sikeres, csak lányokból álló rockbanda az Amerikai Egyesült Államokban. 1975 végén alakultak, amikor két tinédzser lány, a ritmusgitáros Joan Jett (Kristen Stewart) és a dobos Sandy West (Stella Maeve) azzal fordultak a híres producerhez, Kim Fowleyhoz (Michael Shannon), hogy ők lesznek a legújabb sztárcsapat. Kim fantáziát látott bennük, így újabb tagokat toborzott, köztük az énekesnő Cherie Curriet (Dakota Fanning), a szólógitáros Lita Fordot (Scout Taylor-Compton) és a basszusgitáros Jackie Foxot. Ők lettek hát a The Runaways, akik alig 16 évesen kiadták első albumukat, és egyenes út vezetett a hírnévhez. De amilyen gyorsan jött a siker, olyan gyorsan el is múlt, és alig 4 év közös zenélés után felbomlott a banda.

## Szereplők
- Cherie Currie: Dakota Fanning
- Joan Jett: Kristen Stewart
- Sandy West: Stella Maeve
- Lita Ford: Scout Taylor-Compton
- Kim Fowley: Michael Shannon
- Scottie: Johnny Lewis
- Robin: Alia Shawkat
- Marie Currie: Riley Keough
- Tammy: Hannah Marks
- Rodney Bingenheimer: Keir O’Donnell
- Marie Harmon, Cherie anyja: Tatum O’Neal
- Mr. Currie, Cherie apja: Brett Cullen
- Derek: Brendan Sexton III
- Gitároktató: Robert Romanus